# 구룡 다연장로켓
| 구룡 다연장로켓 | 구룡 다연장로켓                                                                       |
| --------------- | ------------------------------------------------------------------------------------- |
| 종류            | 다연장로켓                                                                            |
| 형식명          | K-136                                                                                 |
| 개발국가        | 대한민국                                                                              |
| 제작사          | 국방과학연구소                                                                        |
| 배치년도        | 1981년                                                                                |
| 제원            |                                                                                       |
| 길이            | 7.7 m                                                                                 |
| 폭              | 2.5 m                                                                                 |
| 높이            | 2.9 m                                                                                 |
| 중량            | 16.4 ton                                                                              |
| 차량            | KM809AL 5톤 트럭                                                                      |
| 속도            | 최고속도 80km/h                                                                       |
| 발사기          |                                                                                       |
| 발사관 수       | 36개                                                                                  |
| 발사관 길이     | 3.4m                                                                                  |
| 연사속도        | 초당 2발                                                                              |
| 정확도          | 9∼16m                                                                                 |
| 살상범위        | 250×250m                                                                              |
| 로켓            |                                                                                       |
| 구경            | 130mm(K30, 기본형), 131mm(K33, 개량형), 130mm(K37, 고폭탄), 130mm(K38, 개량형 고폭탄) |
| 길이            | 2,390mm(K30, 기본형), 2,528mm(K33, 개량형)                                            |
| 중량            | 55kg(K30, 기본형), 64kg(K33, 개량형)                                                  |
| 탄두중량        | 20.37kg                                                                               |
| 사거리          | 23 km (K30) 36 km (K33) 22 km (K37) 30 km (K38)                                       |

구룡 다연장로켓(九龍多聯裝rocket)은 대한민국 육군에서 최초로 개발하여 사용중인 다연장 로켓포이다. 소련의 130미리 BM-13 카추사 로켓의 외형을 참고하여 개발되었다. 노후화된 구룡은 131mm/230mm/239mm 로켓을 사용하는 '천무'로 대체될 예정이다.

## 배경
한국이 개발한 최초의 다연장로켓인 36연장 136mm 다련장 구룡 로켓 시스템은 북한이 대량으로 보유한 방사포에 대응하기 위하여 국방과학연구소에서 독자적으로 개발한 다연장 로켓이다. "구룡"이라고 불리는 이 무기체계는 군단 및 사단의 야전포병을 위한 것으로서 한국에서 설계, 시험평가, 제작되었다. 생산은 대우중공업이 담당하고 있으며 로켓은 한화에서 개발하였다.

## 특성
구룡은 간접사격의 지역제압 무기체계로서, 순식간에 대량화력을 집중시켜 기동력을 갖춘 적의 중요 표적들을 무력화시킬 수 있다. 이 체계는 KM809A1 5톤 트럭에 탑재되어 있는데, 동급의 다른 종류의 트럭 또는 궤도차량에도 탑재할 수 있다. 발사대의 방위각/고각 구동과 안정판 작동에는 유압모터를 사용하는데, 필요시에는 수동으로도 할 수 있다. 또 하나의 KM809A1 5톤 트럭은 72발의 재장전용 탄약 을 운반하는 동시에 탄장전대 역할을 한다. 로켓 탄에는 기본형과 개량형의 두 종류가 있다. 기본형은 길이 2.4m, 무게 54kg이고, 개량형은 길이 2.54m, 무게 64kg이다. 이들의 탄두는 무게 21kg인데, 재래식 고폭탄두와 16,000개의 성형파편으로 구성된 개량형 고폭탄두의 두 종류가 있다.
기본형 로켓의 최대사거리는 22km이며, 개량형은 30km 이상이다. 사격은 운전석 또는 발사대 차량 밖에서 발사통제기를 사용하여 단발, 부분 일제사 또는 완전 일제사로 할 수 있으며, 일제사의 발사간격은 0.5초이다. 사격제원의 계산에는 사표 또는 사격제원계산기를 사용한다. 사격의 정확도를 위한 저공풍측정기는 1¼톤 트럭에 탑재되어 있는데, 10.25m 높이에서 저공풍을 측정하여 사격제원계산기에 평균값과 순간 측정값을 제공한다.

## 같이 보기
- 카추사 로켓 - 북한이 보유한 다연장 로켓
- 장사정포 - 북한이 보유한 다연장 로켓과 자주포
- 천무 다연장로켓